# Bob Gioga

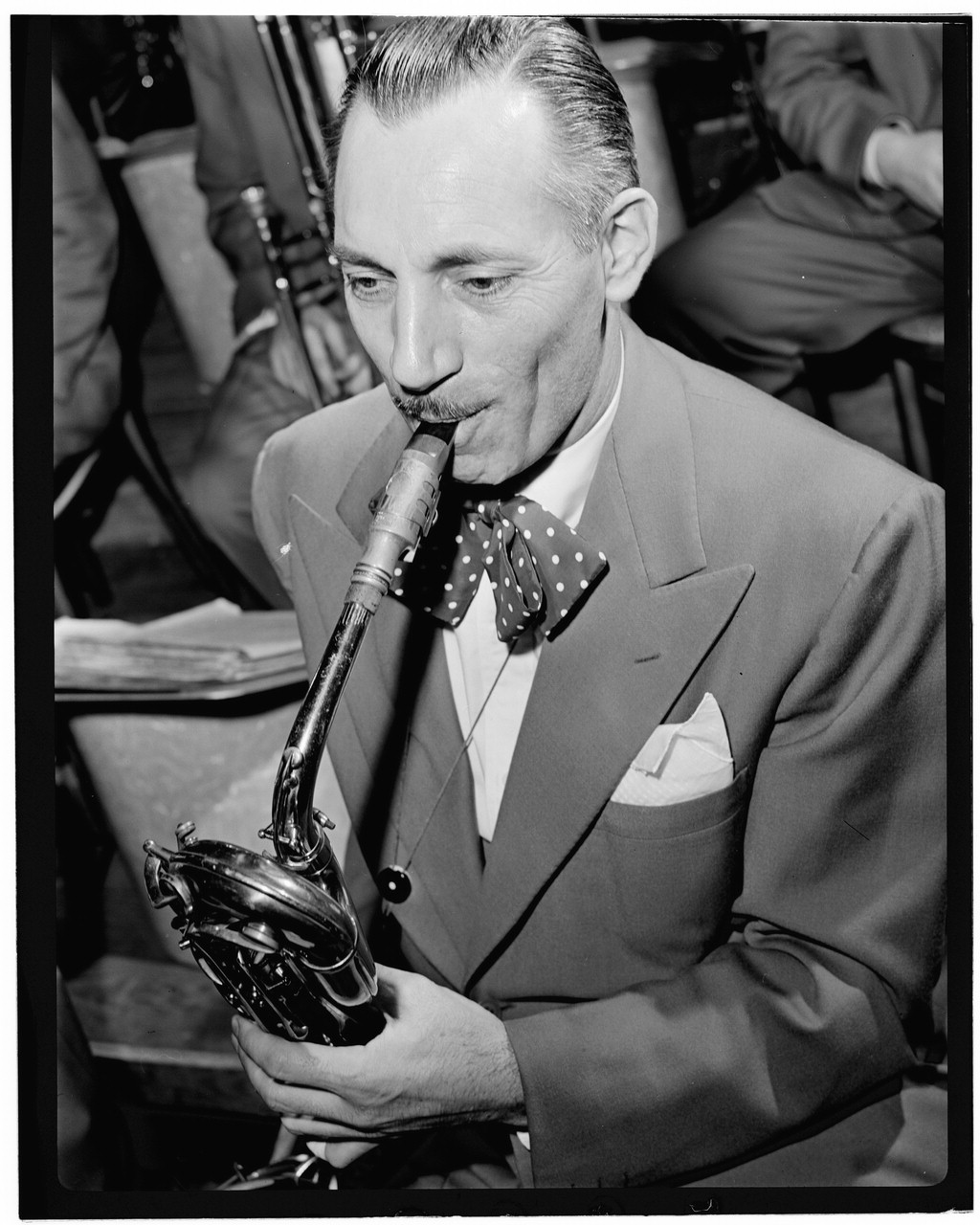
Bob Gioga. Fotografie von William P. Gottlieb, New York City ca. 1947/48

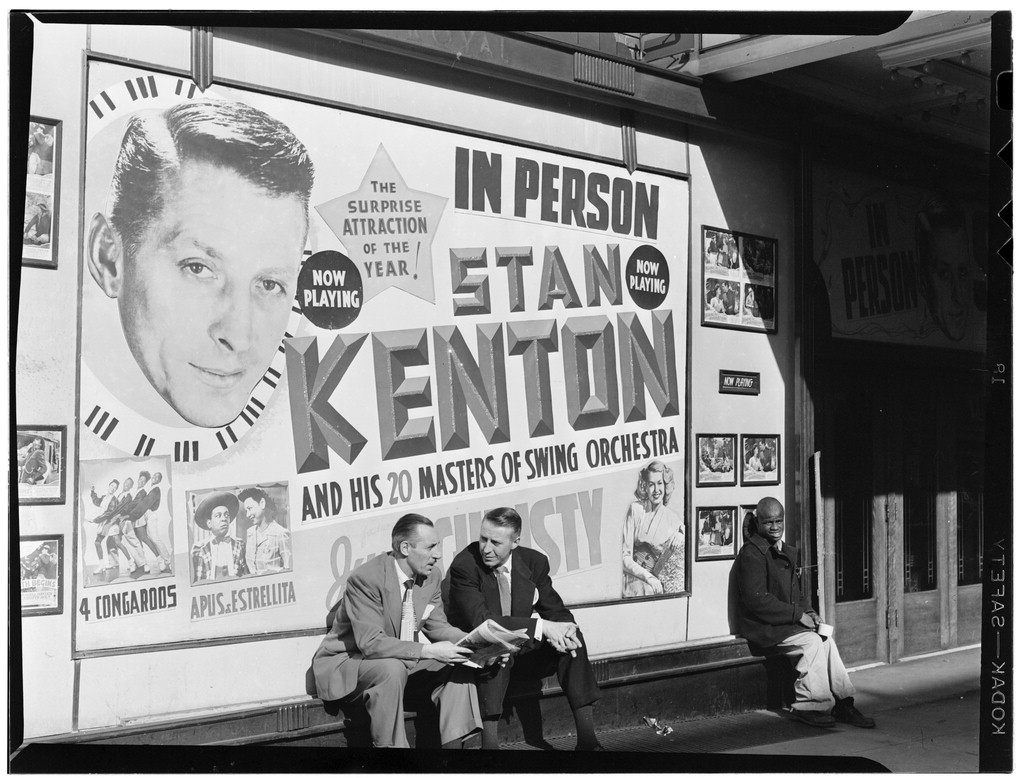
Stan Kenton und Bob Gioga (rechts). Foto: Gottlieb, um 1947/48

Robert „Bob“ Gioga (* 10. Mai 1905 in Kalifornien; † 24. Februar 1999 in Santa Ana, Kalifornien) war ein US-amerikanischer Jazzmusiker (Bariton- und Tenorsaxophon, auch Bassklarinette, Kontrabass, Fagott). Gioga erlangte Bekanntheit vor allem als Mitglied der Bigband von Stan Kenton, zu dessen Gründungsmitgliedern er gehörte.

## Leben und Wirken
Gioga begann seine Musikerkarriere in den frühen 1930er-Jahren, als er in verschiedenen Tanzbands an der Westküste der USA arbeitete, darunter das Orchester von Everett Hoagland, in dem u. a. auch Stan Kenton, Vido Musso und Gil Evans spielten. Als Kenton zum Ende des Jahrzehnts eine eigene Band zusammenstellte, wurde er Saxophonist bei dem Pianisten. 1940 machte Gioga erste Plattenaufnahmen mit Stan Kenton; zunächst spielte er in dessen Orchester Tenorsaxophon, konzentrierte sich aber schon bald auf das Baritonsaxophon und galt damit als Anker der Holzbläsergruppe. Gelegentlich ist er auch auf der Bassklarinette und dem Fagott zu hören. Gioga gehörte sowohl Kentons Artistry in Rhythm und New Concepts Bands als auch dessen Innovations Orchestra an; zu hören ist er auf Kenton-Alben der 1940er- und 1950er-Jahre wie Innovations in Modern Music, New Concepts of Artistry in Rhythm, Sketches on Standards und Live from the Pasadena Civic Auditorium and Other Venues: 1943–1944.
Neben seiner Arbeit bei Kenton wirkte Gioga außerdem bei Aufnahmen von Vido Musso mit einem kleinen Ensemble 1947, Maynard Ferguson (Trumpets on High, 1950), Shorty Rogers/June Christy mit, später auch mit Pete Rugolo, Gerry Mulligan, Art Pepper, Nat King Cole, Anita O’Day und Chris Connor. Als Kenton Ende 1953 zu einer Europa-Tournee aufbrach, verließ Gioga dessen Orchester und zog sich aus der Musikszene zurück. In späteren Jahren trat er als Sprecher noch mit in verschiedenen Kenton-Alumni-Wiedervereinigungsprojekten auf, wie mit Paul Cacias Alumni Tribute to Stan Kenton (1987) und bei den Feiern zum 50. Geburtstags des Kenton-Orchesters (Back to Balboa, 1991). Im Bereich des Jazz listet ihn Tom Lord bei 194 Aufnahmesessions. Giogas letzte Jahre wurden von der Alzheimer-Krankheit überschattet.